# Ludwig Friedrich Hofelich

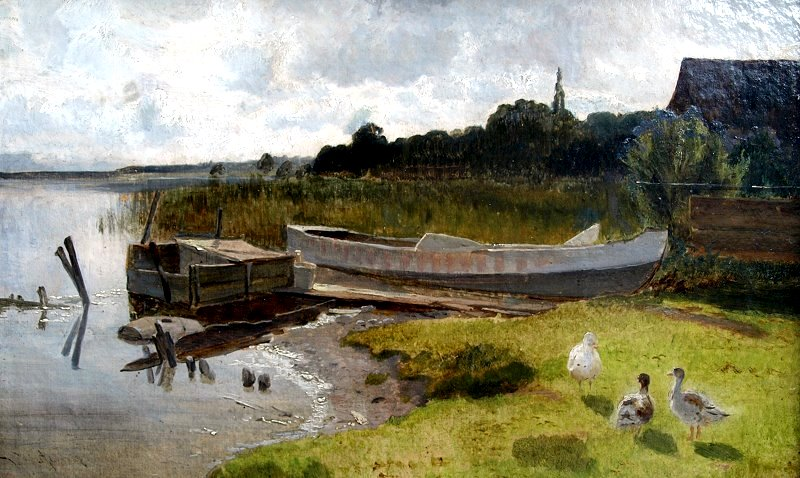
Am Seeufer

Ludwig Friedrich Hofelich (* 30. Oktober 1842 in Leipzig; † 12. Januar 1903 in München) war ein deutscher Maler und Holzstecher.
Geboren als Sohn des Schneiders Johann Conrad Hofelich und seiner Ehefrau Christiane erlernte er das Holzstichhandwerk bei Johann Gottfried Flegel in Leipzig. Auch sein Halbbruder, Karl Tetzel, wurde Holzstecher. 1860 kam Hofelich nach St. Petersburg, um dort mit dem Holzschnitzen Geld für sein Malerstudium zu sammeln. Er begann sein Studium an der Kaiserlichen Kunstakademie in Sankt Petersburg. Daneben studierte er Klavierspiel und Sprachen. 
1865 kehrte Hofelich nach Leipzig zurück und setzte sein Malerstudium an der dortigen Kunstakademie, später auch in Dresden und Berlin, fort.
1868 siedelte er nach Salzburg um und widmete sich der Landschaftsmalerei. Nach den Studienreisen in die Schweiz, Italien und Bayern blieb er endgültig in München, wo ihm seine Werke einen Erfolg brachten. 1873 griff Hofelich wieder zum Stichel, um mehr Geld zu verdienen. 1877 heiratete er in Stuttgart Laura Seelinger, eine begabte Pianistin. 